# Реџи Ли
Реџи Валдез (енгл. Reggie Valdez), познатији под својим професионалним именом Реџи Ли (енгл. Reggie Lee; Квезон Сити, 4. октобар 1975), амерички је глумац филипинског порекла. Поред своје битне улоге Била Кима у серији Бекство из затвора, појавио се такође и у успешном филму Пирати са Кариба: Тајна шкриње.